# りんご温泉
りんご温泉（りんごおんせん）は、山形県西村山郡朝日町宮宿にある温泉で、同町が100%出資する有限会社地球耕望が運営する日帰り入浴施設である。

## 概要
リンゴの無袋ふじ発祥の地で知られる山形県朝日町にある温泉。町の中心部よりやや北東の小高い山の中腹に位置する。植物起源の有機質を多く含むモール泉であり、湯にリンゴを浮かべている。モール泉とりんごが相まった独特の香りと触感が特徴。別棟に露天風呂を備えるが、冬季は閉鎖され、内湯の入浴のみ可能。

2019年、利用者の減少により2020年2月末でりんご温泉の温泉部門、レストランや宴会の製造部門、売店など販売部門の3事業の廃止を発表。これを受け、りんご温泉が所在する朝日町として、町を代表する温泉施設であり、町民から温泉存続の要望が多数寄せられたことなどを踏まえ、温泉施設の経営を引き継ぐ方針を決めた。
2020年2月26日、朝日町が地球耕望の全株式を取得。2月29日に開催された同社臨時株主総会にて、新社長に川口幸男副町長を選任。レストランは閉店となったが、温泉や売店などの営業は継続することとした。

## 泉質
- ナトリウム-塩化物強塩温泉

## 効能
- きりきず、やけど、慢性皮膚病、慢性婦人病、神経痛、筋肉痛、関節痛、五十肩、痔病、冷え症、慢性消化器病、疲労回復、健康増進ほか

## 沿革
- 1991年（平成3年）- JAさがえ西村山及び朝日町ワインが共同出資した有限会社地球耕望により、当施設の運営開始。
- 2020年（令和2年）2月26日 - 朝日町が運営会社である地球耕望の全株式を取得。

## アクセス
最寄りIC：山形自動車道寒河江インターチェンジより約1時間10分。

## 周辺
- 山形県道18号山形朝日線
- 国道287号
- 道の駅あさひまち